# Anthomyia video
Anthomyia video är en tvåvingeart som först beskrevs av Gaminara 1930.  Anthomyia video ingår i släktet Anthomyia och familjen blomsterflugor.
Artens utbredningsområde är Uruguay. Inga underarter finns listade i Catalogue of Life.